# سرخیو اراگونی
سرخیو اراگونی (انگلیسی: Sergio Aragoneses؛ زادهٔ ۱ فوریهٔ ۱۹۷۷) بازیکن فوتبال اهل اسپانیا است.
از باشگاه‌هایی که در آن بازی کرده‌است می‌توان به باشگاه فوتبال هرکولس، باشگاه فوتبال ختافه، باشگاه فوتبال اتلتیکو مادرید، باشگاه فوتبال نومانسیا، باشگاه فوتبال الچه، باشگاه فوتبال کادیس، باشگاه فوتبال سلتاویگو، و باشگاه ورزشی تنریف اشاره کرد.